# 马纽米林
马纽米林是巴西米纳斯吉拉斯州的一个市镇。总面积183.588平方公里，总人口20209人，人口密度110.1人/平方公里。